# Folbombouga
Ne doit pas être confondu avec Folbongou.
Folbombouga, également orthographié Falbombougou, est une commune rurale située dans le département de Thion de la province de la Gnagna dans la région de l'Est au Burkina Faso.

## Géographie
Folbombouga est située à 1,5 km au Sud-Est de Thion, le chef-lieu du département.

## Santé et éducation
Le centre de soins le plus proche de Folbombouga est le centre de santé et de promotion sociale (CSPS) de Thion.